# Марков, Владимир Аверьянович
Влади́мир Аверья́нович Ма́рков (8 [20] января 1889, Санкт-Петербург — январь 1942, Ленинград) — российский футболист, играл на позиции защитника. Участник Олимпийских игр 1912 года.

## Биография
Выступал за петербургские клубы «Националы» (1907—1909), «Коломяги» (1910), затем за клуб «Спорт» (1911—1917), а также в 1919 и 1922 году.
В сборной России провёл один матч 30 июня 1912 года на Олимпийских играх 1912 против Финляндии. В заявку сборной Марков был включён после того, как оттуда исключили Михаила Ромма.
В 1912 году в составе сборной Санкт-Петербурга стал чемпионом России.
Умер в блокадном Ленинграде в январе 1942 года. Похоронен на Серафимовском кладбище.

## Статистика
Как игрок
| Матчи Маркова за сборную Российской империи | Матчи Маркова за сборную Российской империи | Матчи Маркова за сборную Российской империи | Матчи Маркова за сборную Российской империи | Матчи Маркова за сборную Российской империи | Матчи Маркова за сборную Российской империи |
| Дата                                        | Место проведения                            | Оппонент                                    | Счёт                                        | Голы                                        | Соревнование                                |
| ------------------------------------------- | ------------------------------------------- | ------------------------------------------- | ------------------------------------------- | ------------------------------------------- | ------------------------------------------- |
| 30 июня 1912                                | Транеберг, пригород Стокгольма              | Финляндия                                   | 1:2                                         | -                                           | Олимпиада 1912                              |

## Футбольные достижения
Санкт-Петербург
- Чемпион Российской империи: 1912
- Чемпион Санкт-Петербурга/Петрограда (2): 1913, 1914
- Серебряный призёр чемпионата Санкт-Петербурга/Петрограда (3): 1910, 1912, 1915
- Бронзовый призёр чемпионата Санкт-Петербурга: 1911
- Обладатель Кубка Санкт-Петербурга: 1914
- Финалист Кубка Санкт-Петербурга: 1910